# Пролив Пири (Гренландия)
Проли́в Пи́ри (англ. Peary Channel, дат. Peary Kanal) — несуществующая водная артерия, ошибочно нанесённая на карту по итогам экспедиций американского полярного исследователя Роберта Пири, совершённых на рубеже XIX и XX веков. По его представлению, пролив отделял от основной части Гренландии территорию, которая в действительности составляет её северную оконечность и которая позднее получила название Земля Пири.
За части пролива американцем были приняты фьорды, глубоко врезающиеся в территорию северной Гренландии с запада и востока —  соответственно, Норденшельд-фьорд и Индепенденс-фьорд, а также покрытые льдом участки низины, протянувшейся между ними. Ошибочность его вывода была выявлена в ходе датской экспедиции в Гренландию 1906—08 годов и подтверждена последующими исследованиями.

## История «обнаружения»

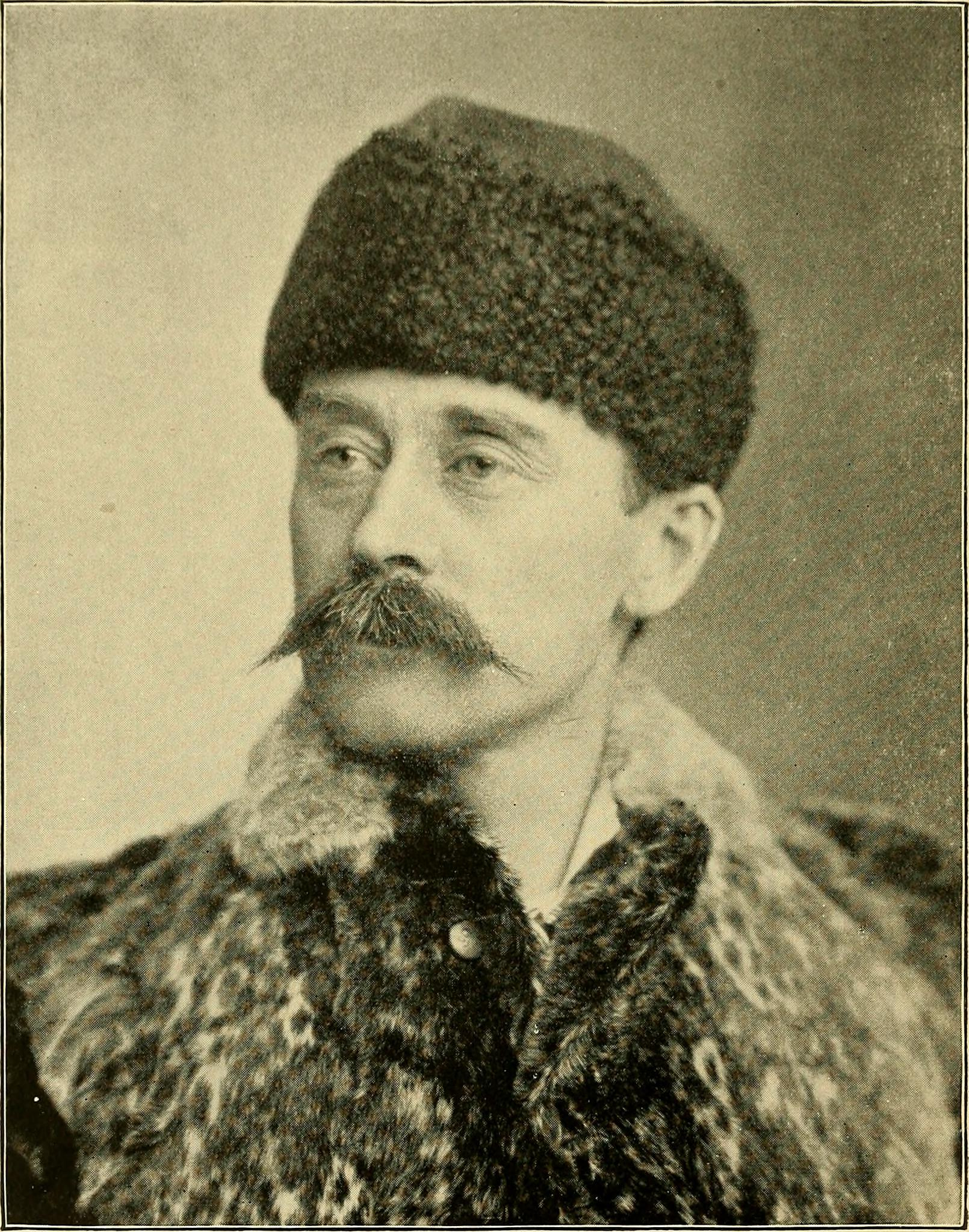
Роберт Пири во время одной из гренландских экспедиций 1890-х годов

До самого конца XIX столетия очертания северной части Гренландии оставались неизвестными: североамериканским и европейским путешественникам не удавалось должным образом исследовать эту территорию, отличающуюся крайне суровыми природными условиями. Сложность определения соответствующей береговой линии обуславливалась ещё и тем, что во многих местах она была скрыта под ледником, покрывающим бо́льшую часть этого крупнейшего острова мира. Подобная ситуация оставляла простор для гипотез, в соответствии с которыми Гренландия могла составлять одно целое с какими-то территориями в северной части Канадского Арктического архипелага или даже представлять собой часть некоего массива суши, простирающегося через Северный полюс в сторону арктического побережья Евразии.
Прорывом в этом направлении стала серия экспедиций, совершённых в 1890-х и начале 1900-х годов американцем Робертом Пири. Помимо исследовательских и репутационных мотивов, будущий первооткрыватель Северного полюса руководствовался в своих дерзаниях и политическими соображениями. США в этот период не признавали датского суверенитета над всей территорией Гренландии: северную часть острова в силу отсутствия на ней датских поселений они рассматривали как ничейную землю и оставляли за собой возможность выдвинуть на неё претензии.

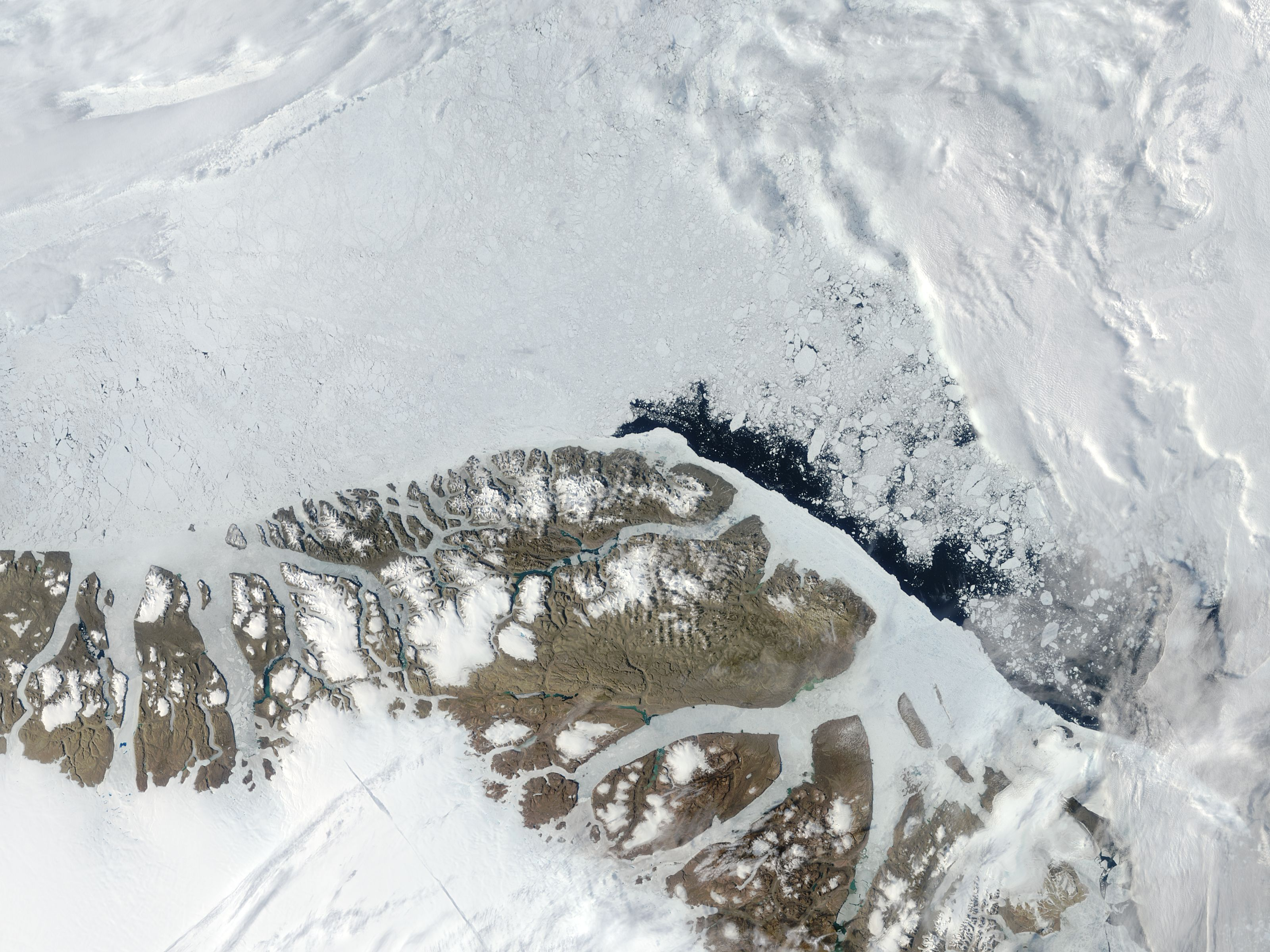
Спутниковый снимок Индепенденс-фьорда, открытого Робертом Пири и принятого им за восточную часть пролива

В ходе первой из своих гренландских экспедиций, проведённой в 1891—92 годах, Пири вместе с норвежцем Эйвином Аструпом пересёк северную часть острова на лыжах и исследовал несколько участков её побережья. Открытый им Индепенденс-фьорд, глубоко вдающийся в сушу севернее пролива Фрама, он принял за восточную часть водной артерии, служащей северной границей Гренландии и отделяющей её от некоей группы островов. Западным входом в пролив, по его первоначальному предположению, мог служить Виктория-фьорд, рассекающий гренландское побережье со стороны моря Линкольна немного севернее пролива Робсон. В своих записях он подчёркивал, что не имел возможности проследить береговую линию этого покрытого льдом пролива на всём её протяжении, однако наблюдения на нескольких участках позволяли уверенно предполагать его существование. Произвести сколь-либо точные геодезические расчёты Пири и Аструпу не позволило отсутствие необходимых инструментов, а также экстремальные условия лыжного перехода: любая задержка грозила преждевременным истощением и без того скудных припасов.
Было очевидно, что этот пролив служил северной границей основной территории Гренландии... Есть все основания полагать, что на северо-западе, севере и северо-востоке мы обозревали архипелаг...
Оригинальный текст (англ.)It was evident that this channel marked the northen boundary of the mainland of Greenland... There is every reason to believe that to the north-west, north, and north-east we were gazing upon an archipelago...
— Из записей Роберта Пири
По итогам нескольких последующих экспедиций Пири окончательно утвердился во мнении о существовании пролива и изучил значительную часть территории к северу от него, которая представлялась ему архипелагом, предположительно покрытым единым ледником. К началу XX века он в основном определил её внешние контуры и примерный размер, оказавшийся достаточно небольшим — в несколько раз меньше Элсмира, ближайшего к Гренландии крупного канадского острова. Открытую в 1900 году на широте 83°37′39″ с.ш. её крайнюю северную точку Пири назвал мысом Моррис-Джессуп — в честь американского предпринимателя, спонсировавшего его гренландские походы. Помимо научной значимости этих открытий в американском экспертном сообществе отмечали и их политическую составляющую: если Вашингтон не признавал датского суверенитета над северной частью само́й Гренландии, то островные территории, отделённые от неё проливом, тем более могли стать предметом его притязаний.

## Картографирование и основные географические параметры

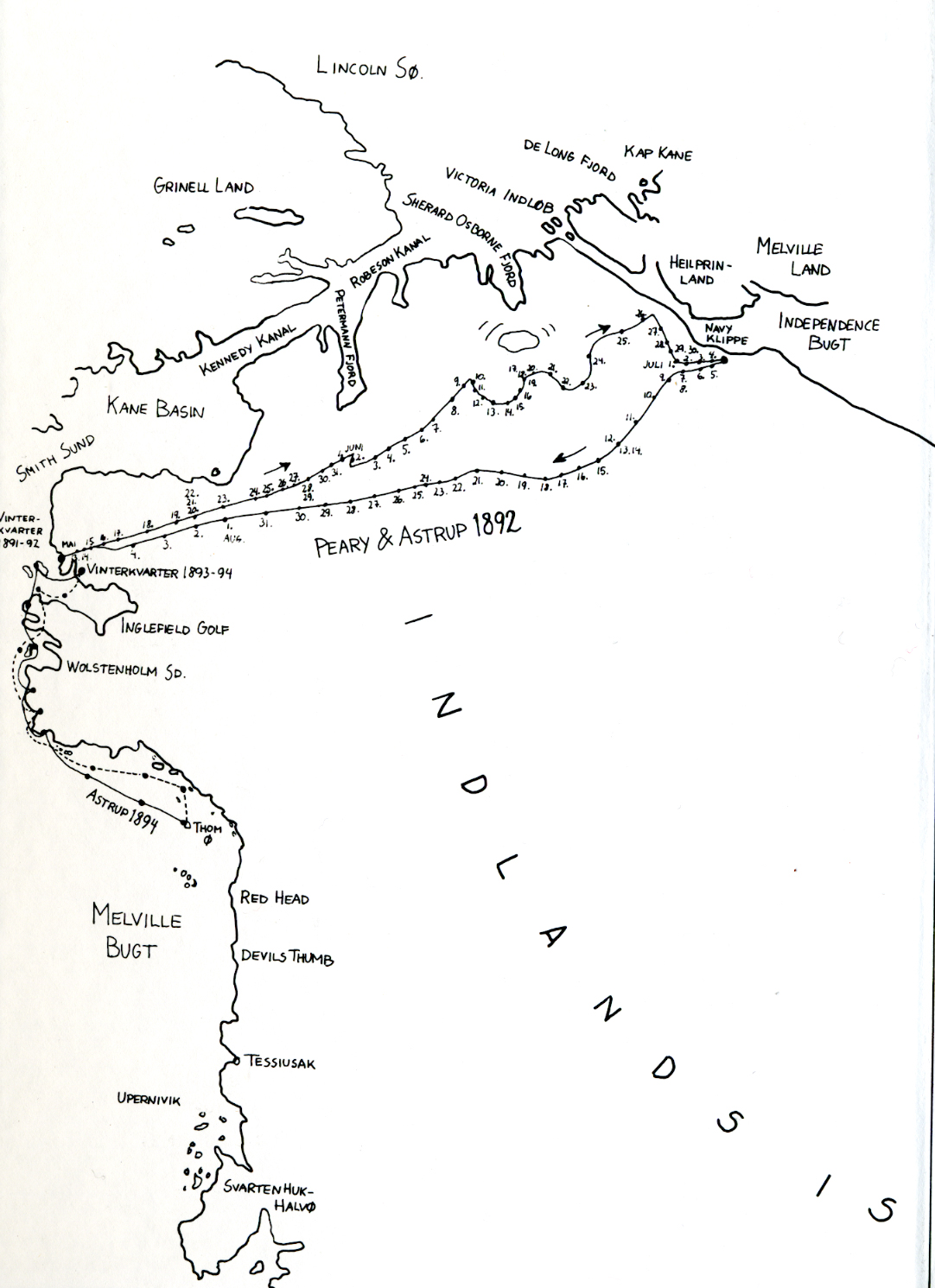
Карта Аструпа 1895 года — первое в истории изображение пролива Пири

Первый картографический набросок, запечатлевший пролив, был сделан спутником Пири по лыжному переходу Эйвином Аструпом в 1895 году. Выполненное им изображение северной части Гренландии с маршрутами двух его экспедиций (с Пири в 1892 году и с двумя эскимосами в 1894 году) не имеет ни масштаба, ни градусной сетки, его детализация минимальна. Все надписи сделаны на родном для Аструпа норвежском языке. Водная артерия на этом рисунке соединяет Индепенденс-фьорд и Виктория-фьорд, именуемые на карте заливами, и остаётся безымянной. Территория к северу от неё обрисована фрагментарно, изображены только части побережья, обращённые к основной территории Гренландии. Ближайший её участок назван именем участника гренландской экспедиции 1891—92 годов, руководителя её научного подразделения — Анджело Гелиприна, американского натуралиста и геолога австро-венгерского происхождения. Ещё один участок, край которого изображён к северо-востоку от Земли Гелиприна, назван в честь Джорджа Уоллеса Мельвилля, американского военно-морского деятеля и исследователя Арктики.
Высокий международный авторитет Пири способствовал тому, что его выводы о существовании пролива и его очертаниях были восприняты в мировом географическом сообществе весьма серьёзно. В 1903 году на основании материалов его гренландских экспедиций Гидрографической службой США была издана первая полноценная географическая карта (приведена в вводной части статьи  ) с изображением пролива: на ней он уже именуется в честь его первооткрывателя. В соответствии с этой картой пролив Пири вытянут с востока на запад-северо-запад, имеет длину около 250 км и достаточно равномерную ширину около 20 км. Его восточным входом по-прежнему служит Индепенденс-фьорд, но в качестве западного фигурирует уже Норденшельд-фьорд, который был открыт Пири немного севернее Виктория-фьорда. Вдоль обоих берегов тянутся прерывистые гряды гор и холмов. В центральной части от пролива Пири на север уходит водная артерия примерно равной с ним ширины, контуры которой очерчены лишь на небольшом участке: таким образом, она может быть как заливом, так и началом другого пролива, рассекающего Землю Гелиприна. Как у западного, так и у восточного входа в пролив обозначены несколько небольших островов. Кроме того, у восточного входа обозначено ещё одно географическое нововведение Пири — Восточно-гренландское море, которое занимает пространство к северо-западу от Гренландского моря.
В последующие несколько лет пролив Пири был обозначен на географических картах, выпущенных в различных странах. Наиболее подробно он был изображён на крупномасштабной «официальной карте» Гренландии, изданной в Дании в 1906 году, которая приобрела статус особо авторитетного источника по географии этой части Арктики.

## Обнаружение ошибки Пири

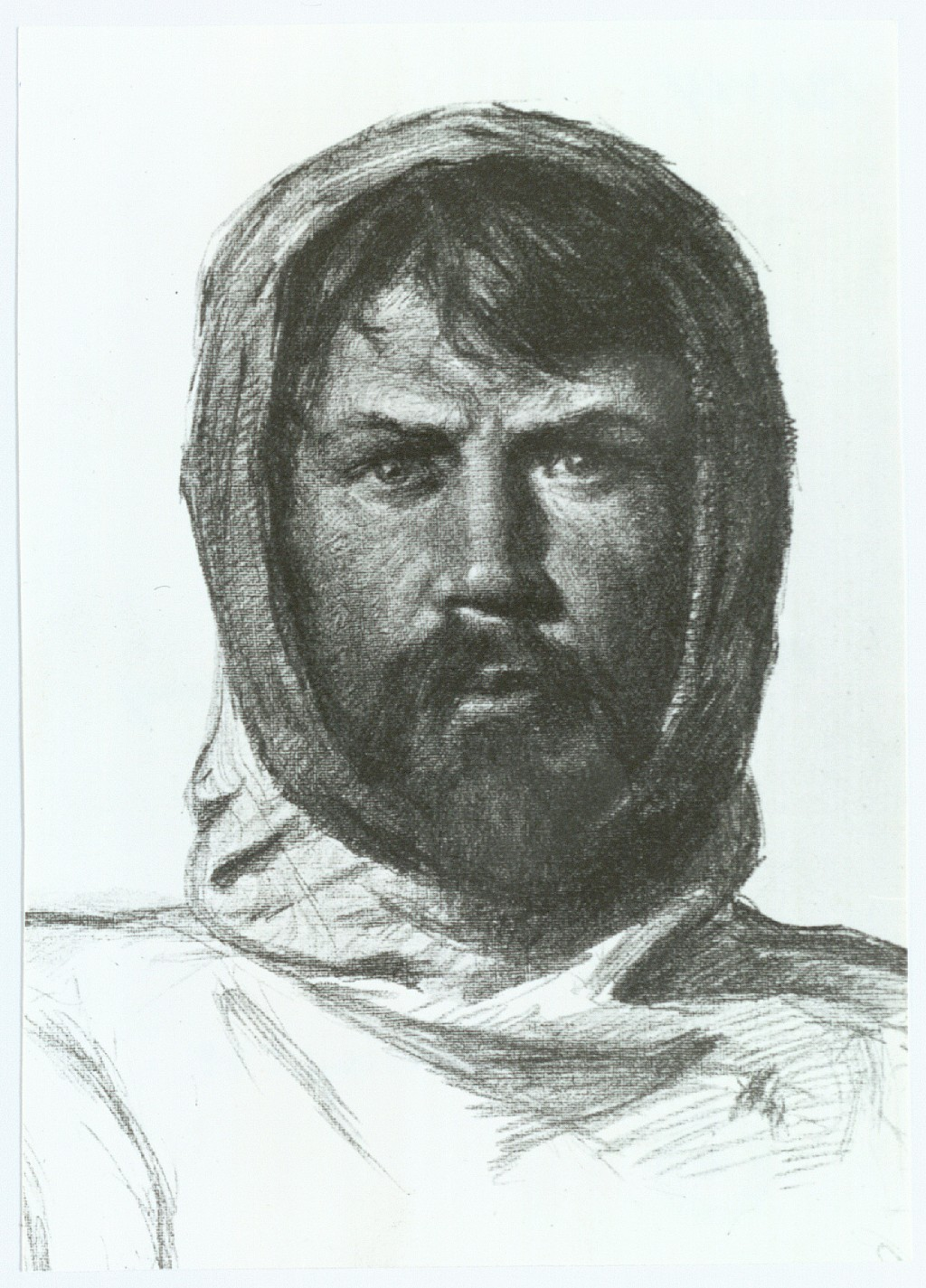
Людвиг Мюлиус-Эриксен, ценой своей жизни убедившийся в ошибочности вывода Пири

Составленные по итогам изысканий Пири карты стали основным ориентиром для других исследователей этих арктических территорий в начале XX столетия. Первой из ориентировавшихся по ним стала датская экспедиция под руководством Людвига Мюлиус-Эриксена, высадившаяся в северо-восточной Гренландии летом 1906 года. Весной следующего года после изучения береговых районов одна из групп датских полярников в составе самого Мюлиус-Эриксена, Йёргена Брёнлунна и Нильса Петера Хёег-Хагена направилась вдоль Индепенденс-фьорда с расчётом исследовать побережье пролива Пири. После того, как несколько месяцев спустя эта группа не вернулась на исходную базу, на её поиски выдвинулась партия во главе с Йоханом Петером Кохом, которая в марте 1908 года обнаружила тело Брёнлунна и его дневники, в которых сообщалось о гибели и двух других членов группы. На поиски тел последних из Дании в Гренландию отправилась новая экспедиция под руководством Эйнара Миккельсена, которая также исходила из существования залива Пири и использовала соответствующие карты. Миккельсену не удалось найти останки своих соотечественников, однако в мае 1910 года он вместе со своим спутником Ивером Иверсеном обнаружил гурий с запиской Мюлиус-Эриксена, датированной 8 августа 1907 года. Из неё стало известно о том, что пролива Пири не существует: Индепенденс-фьорд является замкнутой акваторией, а Земля Гелиприна, соответственно, не островом или архипелагом, а полуостровом Гренландии, образующим её северную оконечность.
Дальнейшее путешествие Миккельсена и Иверсена оказалось весьма продолжительным и сопряжённым с большими тяготами: доставившее их в Гренландию судно было затёрто льдами, а основная партия экспедиции, ожидавшая их в базовом лагере, эвакуирована. Только в июле 1912 года датчане были случайно обнаружены норвежскими моряками на небольшом островке у северо-восточного побережья Гренландии. Осенью 1912 года почти одновременно с ними в Данию вернулась экспедиция Кнуда Расмуссена, направлявшаяся к ним на выручку и в ходе поисков убедившаяся, что Земля Гелиприна не отделена от основной части Гренландии. У изголовья Индепенденс-фьорда Расмуссеном была найдена ещё одна, более ранняя записка Мюлиус-Эриксена, оставленная им 1 июня 1907 года — непосредственно в тот день, когда он понял, что пролива не существует. Таким образом, информация об отсутствии в природе пролива Пири стала известна мировой общественности ровно через двадцать лет после его «открытия» и через пять лет после гибели Мюлиус-Эриксена, который первым убедился в ошибочности вывода Пири.
Наши дальнейшие исследования показали, что залив Индепенденс является фьордом, а того, что Пири посчитал проливом Пири, не существует. Земля Гелиприна и Нэви-клиф в действительности являются единой сушей...
Оригинальный текст (датск.)Vore nærmere undersøgelser godtgjorde, at Independence Bugt er en Fjord, idet af Peary antagne indløb til en Peary Kanal ikke eksistere. Heilprin Land og Navy Cliff Land er nemlig et og samme land...
Из записки Людвига Мюлиус-Эриксена от 1 июня 1907 года, найденной Расмуссеном
Мы двигались с 23 собаками на запад до 1 июня пока не достигли ледника на мысе Пири, где обнаружили, что пролива Пири не существует: Нэви-Клиф соединен с Землёй Гелиприна непрерывной сушей...
Оригинальный текст (датск.)Vi kørte med 23 hunde imod vest indtil 1. juni og nåede Pearys Kap Glacier, opdagede at Peary-Kanalen ikke eksisterer: Navy-Cliff er i fast landforbindelse med Heilprinn Land...
Из записки Людвига Мюлиус-Эриксена от 8 августа 1907 года, найденной Миккельсеном

## Международный резонанс

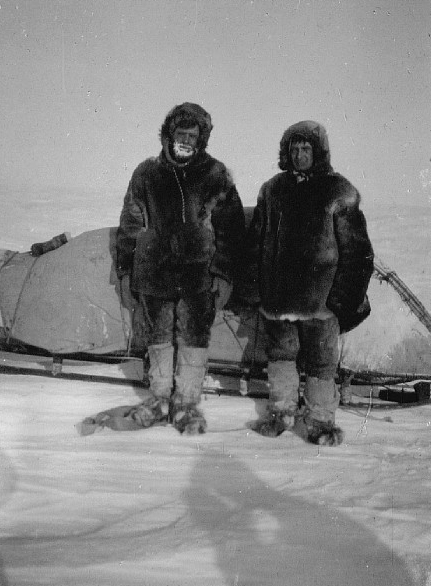
Эйнар Миккельсен и Ивер Иверсен, обнаружившие записку Людвига Мюлиус-Эриксена — первое свидетельство отсутствия пролива Пири

Известие о том, что пролива Пири не существует, вызвало немалый международный резонанс не только в научных кругах, но и на достаточно широком общественном уровне. Репутации Пири, пользовавшегося к тому времени всемирной известностью, был нанесён ощутимый удар. Обстоятельства и детали «открытия», сделанного им в 1892 году, стали выяснять полярники, географы и журналисты, причём некоторые из них по ходу изысканий усматривали те или иные подозрительные моменты. В качестве одного из них подавалась записка Пири от 5 июля 1892 года, заложенная им в один из гуриев и найденная двадцать лет спустя Расмуссеном, в которой ничего не говорилось о проливе. Обращали внимание на то, что сведения о последнем в течение нескольких лет циркулировали среди американских полярников со ссылкой на Пири, однако его собственные экспедиционные записи, сообщавшие о проливе, были впервые опубликованы лишь в 1898 году. Кроме того, стало известно, что уже погибший к тому времени Эйвин Аструп — единственный спутник Пири в его лыжном походе 1892 года и автор первой карты с изображением залива — позднее признавался, что не может поддержать выводы своего старшего товарища о наличии водной артерии, рассекающей север Гренландии.
Особенно значительным и эмоциональным был отклик на «дезавуирование» существования пролива в Дании. Там многие считали, что ошибка Пири послужила причиной гибели Людвига Мюлиус-Эриксена и его соратников. Подобные претензии, высказывавшиеся на серьёзном государственном уровне, были с достаточным пониманием восприняты в политических кругах Соединённых Штатов. Наиболее активным и последовательным критиком Пири стал конгрессмен от Северной Дакоты Генри Томас Хелгесен. Близкий друг Фредерика Кука, он всячески поддерживал претензии того на первенство в открытии Северного полюса и не только ратовал за скорейшее развенчание заслуг Пири, но и призывал к его наказанию — в частности, к лишению его звания контр-адмирала. Кроме того, историки полагают, что к сочувствию датчанам Хелгесена располагали его собственные этнические корни и особенности национального состава представлявшегося им штата: весьма значительную часть населения Северной Дакоты составляют выходцы из скандинавских стран.
В 1915 году по инициативе Хелгесена в Конгрессе США были запущены специальные слушания на тему картографических ошибок Пири. К таковым, помимо злосчастного пролива, было отнесено и Восточно-Гренландское море: экспедиции Миккельсена и Расмуссена позволили выяснить, что значительная часть соответствующего пространства занята гренландской сушей. В своих многочисленных выступлениях Хелгесен напоминал о трагической судьбе троих датских полярников и подчёркивал, что карты, составленные на основании исследований Пири, создают серьёзную опасность для мореплавателей и путешественников, а также подрывают международный авторитет Соединённых Штатов. В Конгрессе не поддержали требований о привлечении Пири к ответственности, однако принятая по итогам слушаний в январе 1916 года резолюция предписывала профильным американским службам изъять из обращения географические карты, изображающие пролив Пири, и скорейшим образом выпустить новые, отображающие реальное положение вещей.
Поскольку карты арктических регионов, выпущенные Военно-морским министерством США, ошибочно изображают водные пути, которых не существует...

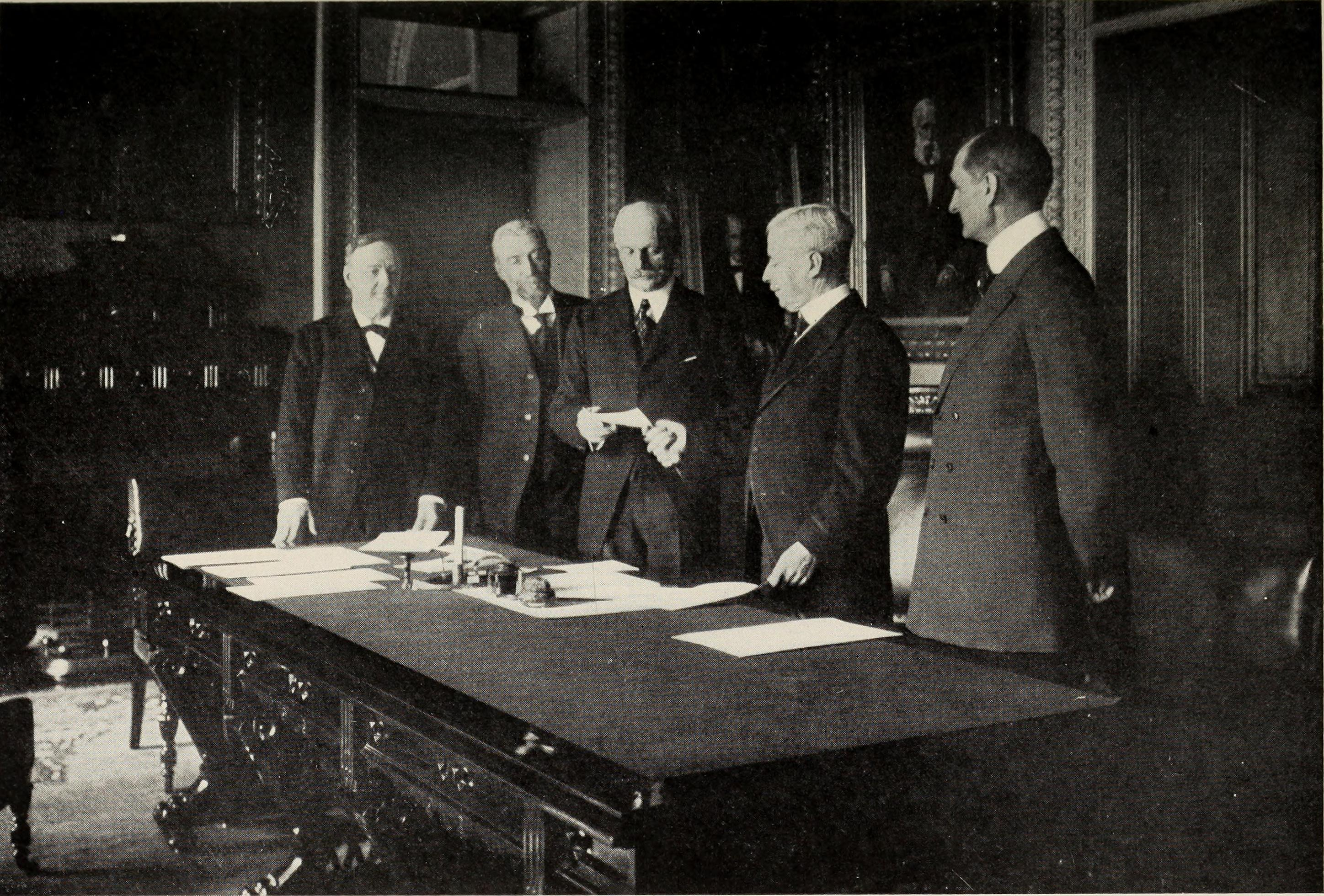
Акт приобретения американцами Датской Вест-Индии, сопровождавшийся признанием датского суверенитета над всей Гренландией

Поскольку подобные ошибочные изображения американских карт... выпущенных Гидрографической службой, несут угрозу мореплаванию и исследованиям и не должны распространяться...
Оригинальный текст (англ.)Whereas the maps of the Arctic regions issued by the United States Navy Department erroneously show waterways that do not exist...

Whereas such false chartings on the United States maps... issued by the Hydrographic Office are a menace to navigation and exploration, and should not be distributed...

Из резолюции Конгресса США 1916 года о корректировке карт арктических регионов
Одновременно с этим Соединённые Штаты согласились признать датский суверенитет над Гренландией — на такую уступку они вынуждены были пойти в ходе переговоров о покупке Датской Вест-Индии. После начала Первой мировой войны Вашингтон стремился к скорейшему приобретению этой группы Малых Антильских островов с целью предотвращения их захвата Германией — последняя в этом случае получила бы контроль над стратегически важной акваторией у восточного входа в Панамский канал, который находился в американской аренде. Приложением к американо-датскому договору о продаже островов, подписанному 4 августа 1916 года, стала декларация, в которой руководство США подтверждало «отсутствие возражений на распространение суверенитета Дании на всю территорию Гренландии».

## Дальнейшие исследования и объяснения ошибки

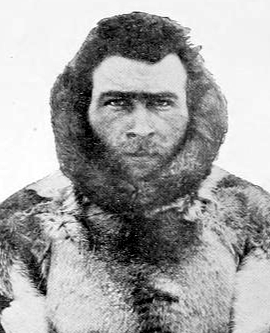
Лауге Кох, давший объяснение ошибки Пири

Обнаружение заблуждения Пири подстегнуло датчан к новым, более обстоятельным исследованиям северной части Гренландии. В 1916 году туда отправилась крупная, хорошо оснащённая экспедиция под руководством Кнуда Расмуссена и Лауге Коха. Последний — авторитетный геолог и картограф — уделил особое внимание изучению района, который ранее считался зоной залива Пири. В результате было выяснено, что между изголовьями Индепенденс-фьорда на востоке и Норденшельд-фьорда на западе простирается узкая долина, почти на всём своём протяжении «зажатая» с юга и севера грядами гор и холмов, некоторые из которых имеют высоту более километра. Эта местность отделяет основной ледник Гренландии от сравнительно небольшого ледника, покрывающего её северную оконечность, и в ней предположительно располагается водосборный бассейн одной или нескольких рек, скрытых подо льдом. По предложению Коха она получила официальное название долина Ванделя (дат. Wandel Dal) — в честь известного датского исследователя Арктики. В последующем Кох неоднократно посещал эту часть Гренландии для более подробных исследований и в 1938 году подкрепил свои выводы материалами аэрофотосъемки, в которой принимал личное участие.
Публикация результатов исследований Коха, в которых он с подчёркнутым уважением отзывался о Пири и называл его ошибочный вывод о проливе совершенно простительным — с учётом весьма сложного характера местности и экстремальных условий экспедиции 1892 года, — в немалой степени способствовал упрочению репутации американского полярника. После кончины последнего в 1920 году полуостров, который он принимал за архипелаг, официально получил название Земля Пири — неформально это название к тому времени уже несколько лет употреблялось в среде полярников и географов, занимающихся Арктикой. Кроме того, имя Пири получил реально существующий пролив, разделяющий острова Миен и Эллеф-Рингнес в самой северной части Канадского арктического архипелага.